# فهرست شرکت‌های هواپیمایی امارات متحده عربی
این مقاله شامل فهرست شرکت‌های هواپیمایی امارات متحدهٔ عربی است.

## شرکت‌های هواپیمایی مسافربری
| شرکت هواپیمایی   | تصویر | یاتا | ایکائو | شناسه     | تاریخ ایجاد | فرودگاه‌های قطب                                        | توضیحات                                         |
| ---------------- | ----- | ---- | ------ | --------- | ----------- | ----------------------------------------------------- | ----------------------------------------------- |
| ایر عربیا        |       | G9   | ABY    | ARABIA    | ۲۰۰۳        | فرودگاه بین‌المللی شارجه، فرودگاه بین‌المللی راس الخیمه | بزرگ‌ترین شرکت هواپیمایی ارزان قیمت در خاورمیانه |
| ایر عربیا ابوظبی |       | 3L   | ABY    |           | ۲۰۲۰        | فرودگاه بین‌المللی ابوظبی                              | اولین شرکت هواپیمایی ارزان قیمت در خاورمیانه    |
| امارات           |       | EK   | UAE    | EMIRATES  | ۱۹۸۵        | فرودگاه بین‌المللی دوبی                                | بزرگ‌ترین شرکت هواپیماییخاورمیانه                |
| هواپیمایی اتحاد  |       | EY   | ETD    | ETIHAD    | ۲۰۰۳        | فرودگاه بین‌المللی ابوظبی                              | دومین شرکت بزرگ هواپیمایی در امارات             |
| فلای‌دبی          |       | FZ   | FDB    | SKY DUBAI | ۲۰۰۸        | فرودگاه بین‌المللی دوبی، فرودگاه بین‌المللی آل مکتوم    | شرکت هواپیمایی ارزان‌قیمت دبی                    |
| ویز ایر ابوظبی   |       | 5W   | WAZ    | WIZZ SKY  | ۲۰۱۹        | فرودگاه بین‌المللی ابوظبی                              | شرکت هواپیمایی ارزان‌قیمت ابوظبی                 |

## شرکت‌های هوایپمایی چارتر
| شرکت هواپیمایی            | تصویر | یاتا | ایکائو | شناسه           | تاریخ ایجاد | فرودگاه‌های قطب               | توضیحات                          |
| ------------------------- | ----- | ---- | ------ | --------------- | ----------- | ---------------------------- | -------------------------------- |
| ابوظبی اوییشن             |       |      |        |                 | ۱۹۷۵        | فرودگاه بین‌المللی ابوظبی     | https://ada.ae/                  |
| AeroGulf Services         |       |      |        |                 | ۱۹۷۶        | فرودگاه بین‌المللی آل مکتوم   | http://www.aerogulfservices.com/ |
| آئروویستا                 |       |      |        |                 | ۱۹۹۹        | فرودگاه بین‌المللی شارجه      |                                  |
| Dana Executive Jets       |       |      | DEJ    | DANAJET         |             | فرودگاه بین‌المللی راس الخیمه | http://www.danajets.com/         |
| Empire Aviation Group     |       |      | MJE    | EMJET           |             | فرودگاه بین‌المللی دوبی       | http://www.empireaviation.com/   |
| Falcon Aviation Services  |       |      | FVS    | FALCON AVIATION | ۲۰۰۶        | فرودگاه البطین               | https://www.falconaviation.ae/   |
| گاما ایویشین              |       |      | GSH    | GAMAMENA        | ۲۰۱۰        | فرودگاه بین‌المللی دوبی       |                                  |
| GI Aviation               |       |      |        |                 | ۲۰۱۶        | فرودگاه البطین               | http://www.gi-aviation.com/      |
| گلف وینگز                 |       |      | GWC    | GULF WINGS      |             | فرودگاه بین‌المللی شارجه      | http://www.gulfwings-fze.com/    |
| هلی دبی                   |       |      |        |                 |             | فرودگاه بین‌المللی دوبی       | http://www.helidubai.com/        |
| جت اوپس                   |       |      | OPS    | OPS-JET         |             | جبل علی                      | http://www.jet-ops.com/          |
| روتانا جت                 |       | RG   | RJD    | ROTANA          | ۲۰۱۰        | فرودگاه بین‌المللی ابوظبی     | https://rotanajet.com/           |
| رویال جت                  |       |      | ROJ    | ROYALJET        | ۲۰۰۳        | فرودگاه بین‌المللی ابوظبی     | https://www.royaljetgroup.com/   |
| Tahseen Aviation Services |       |      |        |                 | ۲۰۰۸        | فرودگاه بین‌المللی دوبی       | https://www.tahseenaviation.com/ |

## شرکت‌های هوایپمایی دولتی
| شرکت هواپیمایی         | تصویر | یاتا | ایکائو | شناسه   | تاریخ ایجاد | فرودگاه‌های قطب                           | توضیحات                                   |
| ---------------------- | ----- | ---- | ------ | ------- | ----------- | ---------------------------------------- | ----------------------------------------- |
| ابوظبی امیری فلایت     |       | MO   | AUH    | SULTAN  |             | فرودگاه بین‌المللی ابوظبی، فرودگاه البطین | فعالیت برای خانواده سلطنتی و امارت ابوظبی |
| دبی رویال ایر وینگ     |       |      | DUB    | DUBAI   |             | فرودگاه بین‌المللی دوبی                   | فعالیت برای خانوادهٔ سلطنتی دبی            |
| Sharjah Ruler's Flight |       |      | SHJ    | SHARJAH |             | فرودگاه بین‌المللی شارجه                  | فعالیت برای خانوادهٔ سلطنتی شارجه          |

## شرکت‌های هواپیمایی باری
| شرکت هواپیمایی     | تصویر | یاتا | ایکائو | شناسه     | تاریخ ایجاد | فرودگاه‌های قطب             | توضیحات |
| ------------------ | ----- | ---- | ------ | --------- | ----------- | -------------------------- | ------- |
| امارات اسکای‌کارگو  |       | EK   | UAE    | EMIRATES  | ۱۹۸۵        | فرودگاه بین‌المللی آل مکتوم |         |
| هواپیمایی اتحاد    |       | EY   | ETD    | ETIHAD    | ۲۰۰۳        | فرودگاه بین‌المللی ابوظبی   |         |
| ماکسیموس ایر کارگو |       |      | MXU    | CARGO MAX | ۲۰۰۵        | فرودگاه بین‌المللی ابوظبی   |         |
| یونیک ایر          |       |      | UQA    | UNICARGO  | ۲۰۱۴        | فرودگاه بین‌المللی شارجه    |         |
| اسکای بیز          |       |      |        |           | ۲۰۱۵        | فرودگاه بین‌المللی شارجه    |         |